# Parasteatoda galeiforma
Parasteatoda galeiforma là một loài nhện trong họ Theridiidae.
Loài này thuộc chi Parasteatoda. Parasteatoda galeiforma được miêu tả năm 1991 bởi Zhu, Zhang & Yajun Xu.